# Olympische Sommerspiele 2020/Leichtathletik – Diskuswurf (Männer)
Der Wettkampf im Diskuswurf der Männer bei den Olympischen Spielen 2020 in Tokio fand am 30. Juli (Qualifikation) und am 31. Juli 2021 (Finale) im neuerbauten Nationalstadion statt.
Es gab einen schwedischen Doppelerfolg. Olympiasieger wurde Daniel Ståhl vor Simon Pettersson. Bronze gewann der Österreicher Lukas Weißhaidinger.

## Aktuelle Titelträger
| Olympiasieger                        | Christoph Harting ( Deutschland) | 68,37 m | Rio de Janeiro 2016 |
| Weltmeister                          | Daniel Ståhl ( Schweden)         | 67,59 m | Doha 2019           |
| Europameister                        | Andrius Gudžius ( Litauen)       | 68,46 m | Berlin 2018         |
| Nord-/Zentralamerika-/Karibikmeister | Fedrick Dacres ( Jamaika)        | 68,47 m | Toronto 2018        |
| Südamerikameister                    | Mauricio Ortega ( Kolumbien)     | 58,89 m | Lima 2019           |
| Asienmeister                         | Ehsan Hadadi ( Iran)             | 65,95 m | Doha 2019           |
| Afrikameister                        | Victor Hogan ( Südafrika)        | 60,06 m | Asaba 2018          |
| Ozeanienmeister                      | Mitchell Cooper ( Australien)    | 60,25 m | Townsville 2019     |

## Bestehende Rekorde
| Weltrekord         | Jürgen Schult ( DDR)         | 74,08 m | Neubrandenburg, DDR (heute Deutschland) | 6. Juni 1986    |
| Olympischer Rekord | Virgilijus Alekna ( Litauen) | 69,89 m | Finale OS Athen, Griechenland           | 23. August 2004 |

Der bestehende olympische Rekord wurde bei diesen Spielen nicht erreicht. Der weiteste Wurf gelang dem schwedischen Olympiasieger Daniel Ståhl mit seinem zweiten Wurf im Finale am 31. Juli auf 68,90 m. Damit blieb er 99 Zentimeter unter dem Olympia- und 5,18 m unter dem Weltrekord.

## Legende
Kurze Übersicht zur Bedeutung der Symbolik – so üblicherweise auch in sonstigen Veröffentlichungen verwendet:
| – | verzichtet |
| x | ungültig   |

## Qualifikation
Die Qualifikation wurde in zwei Gruppen durchgeführt. Ein Teilnehmer (hellblau unterlegt) übertraf die direkte Finalqualifikationsweite von 66,00 m. Damit war die Mindestanzahl von zwölf Finalteilnehmern nicht erreicht. So wurde das Finalfeld mit elf weiteren Wettbewerbern (hellgrün unterlegt) aus beiden Gruppen nach den nächstbesten Weiten aufgefüllt. Für die Teilnahme am Finale waren schließlich 62,93 m zu erbringen.

### Gruppe A

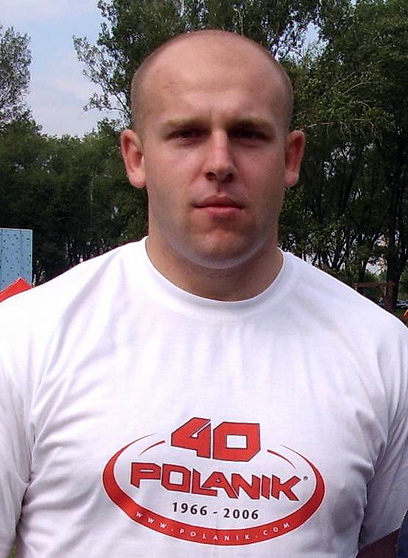
Piotr Małachowski – ausgeschieden mit 62,68 m

30. Juli 2021, 9:45 Uhr (2:45 Uhr MESZ)
| Platz | Name                | Nation         | 1. Versuch | 2. Versuch | 3. Versuch | Weite (m) | Anmerkung |
| ----- | ------------------- | -------------- | ---------- | ---------- | ---------- | --------- | --------- |
| 1     | Daniel Ståhl        | Schweden       | 66,12      | –          | –          | 66,12     |           |
| 2     | Andrius Gudzius     | Litauen        | 65,94      | 65,07      | x          | 65,94     |           |
| 3     | Matthew Denny       | Australien     | 61,58      | 65,13      | 64,98      | 65,13     |           |
| 4     | Lukas Weißhaidinger | Österreich     | x          | x          | 64,77      | 64,77     |           |
| 5     | Mauricio Ortega     | Kolumbien      | 61,19      | 64,49      | x          | 64,49     |           |
| 6     | Sam Mattis          | USA            | 62,31      | 63,74      | 63,21      | 63,74     | SB        |
| 7     | Daniel Jasinski     | Deutschland    | x          | 61,35      | 63,29      | 63,29     |           |
| 8     | Clemens Prüfer      | Deutschland    | 62,52      | 61,45      | 63,18      | 63,18     |           |
| 9     | Piotr Małachowski   | Polen          | x          | 61,76      | 62,68      | 62,68     |           |
| 10    | Alin Firfirică      | Rumänien       | 60,42      | 61,90      | x          | 61,90     |           |
| 11    | Lolassonn Djouhan   | Frankreich     | 60,74      | x          | 60,57,     | 60,74     |           |
| 12    | Danijel Furtula     | Montenegro     | 59,65      | x          | 59,93      | 59,93     |           |
| 13    | Traves Smikle       | Jamaika        | 59,04      | x          | x          | 59,04     |           |
| 14    | Ehsan Hadadi        | Iran           | 58,48      | 58,98      | x          | 58,98     | SB        |
| 15    | Juan Caicedo        | Ecuador        | x          | 57,75      | x          | 57,75     |           |
| NM    | Lawrence Okoye      | Großbritannien | x          | x          | x          | ogV       |           |

Weitere in Qualifikationsgruppe A ausgeschiedene Diskuswerfer:

Ehsan Hadadi – 58,98 m
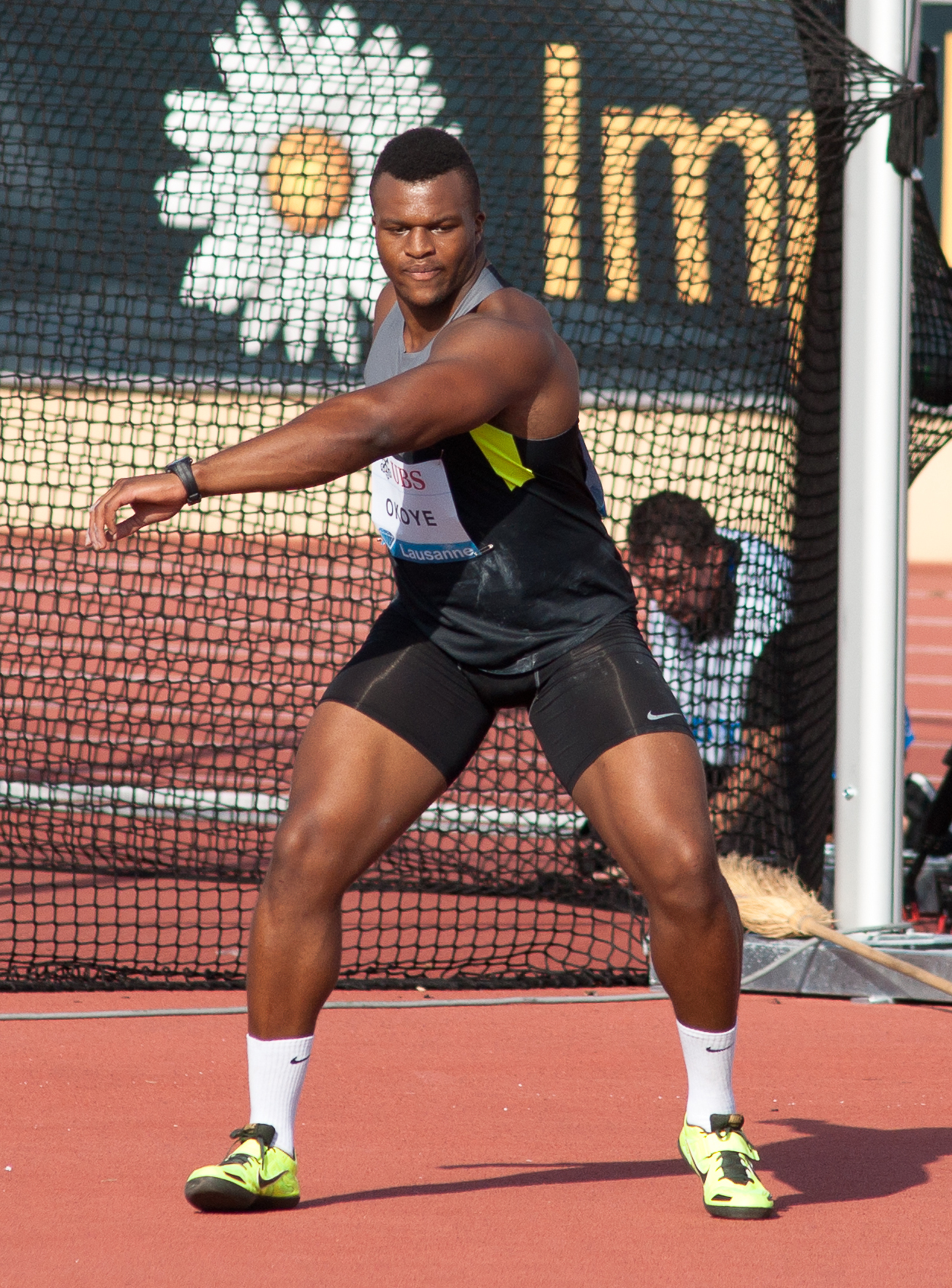
Lawrence Okoye – kein gültiger Wurf

### Gruppe B

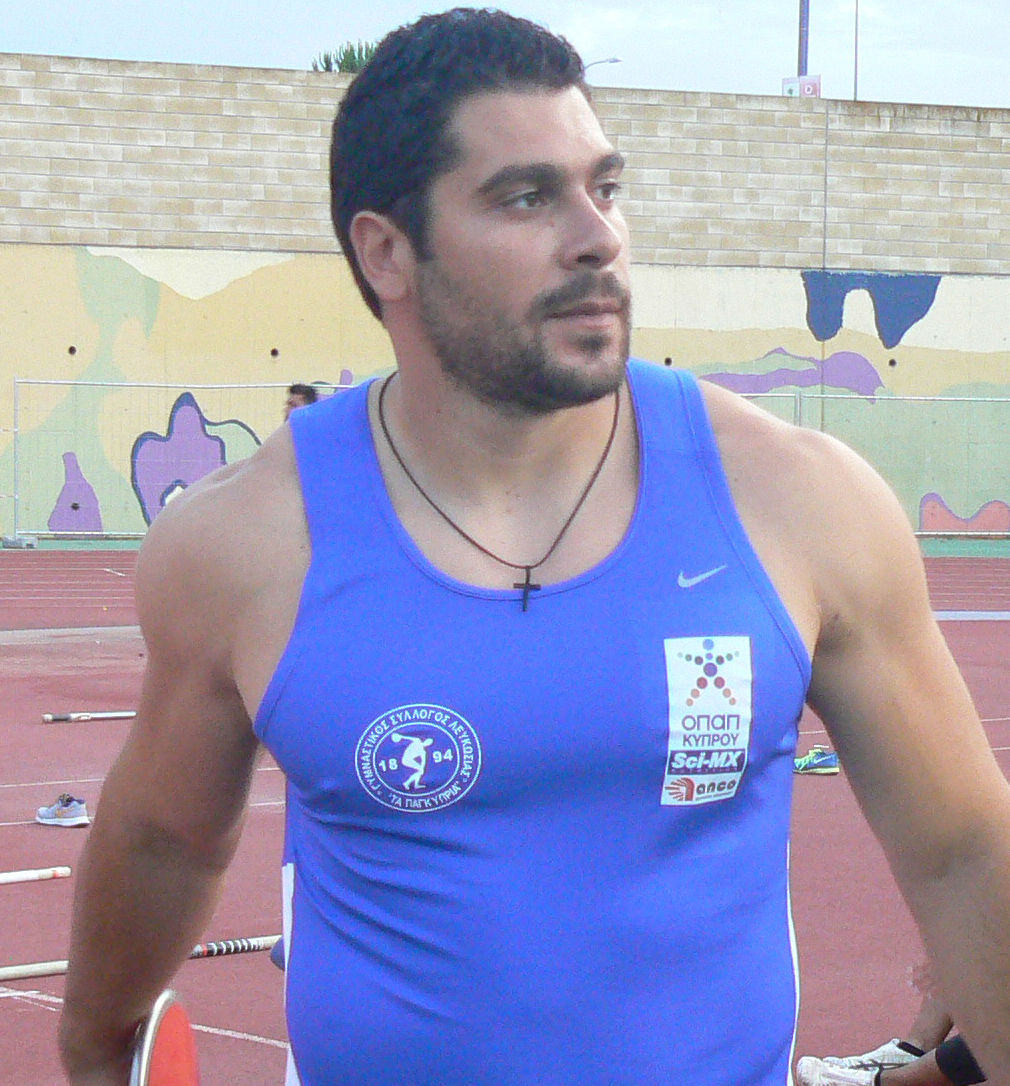
Apostolos Parellis – ausgeschieden mit 62,11 m

30. Juli 2021, 11:20 Uhr (4:20 Uhr MESZ)
| Platz | Name                 | Nation      | 1. Versuch | 2. Versuch | 3. Versuch | Weite (m) | Anmerkung |
| ----- | -------------------- | ----------- | ---------- | ---------- | ---------- | --------- | --------- |
| 1     | Kristjan Čeh         | Slowenien   | 65,45      | x          | 63,34      | 65,45     |           |
| 2     | Simon Pettersson     | Schweden    | 60,62,     | 59,47      | 64,18      | 64,18     |           |
| 3     | Ola Stunes Isene     | Norwegen    | 61,59,     | 61,84      | 63,26      | 63,26     |           |
| 4     | Chad Wright          | Jamaika     | 62,93      | 60,80      | 61,37      | 62,93     | SB        |
| 5     | Fedrick Dacres       | Jamaika     | 62,91      | 62,43      | x          | 62,91     |           |
| 6     | Bartłomiej Stój      | Polen       | 62,84      | 61,05      | x          | 62,84     |           |
| 7     | Apostolos Parellis   | Zypern      | 61,73      | 62,11      | x          | 62,11     | SB        |
| 8     | Alex Rose            | Samoa       | 61,28      | 61,72      | 61,30      | 61,72     |           |
| 9     | Reginald Jagers III  | USA         | 59,33      | x          | 61,47      | 61,47     |           |
| 10    | Mykyta Nesterenko    | Ukraine     | 59,71      | 60,61      | 60,95      | 60,95     |           |
| 11    | David Wrobel         | Deutschland | 60,38      | x          | x          | 60,38     |           |
| 12    | Mason Finley         | USA         | x          | x          | 60,34      | 60,34     |           |
| 13    | Jauhenij Bahuzki     | Belarus     | 58,65      | x          | x          | 58,65     |           |
| 14    | Giovanni Faloci      | Italien     | x          | x          | 57,33      | 57,33     |           |
| 15    | Lois Maikel Martínez | Spanien     | x          | 54,69      | x          | 54,69     |           |
| NM    | Guðni Valur Guðnason | Island      | x          | x          | x          | ogV       |           |

## Finale

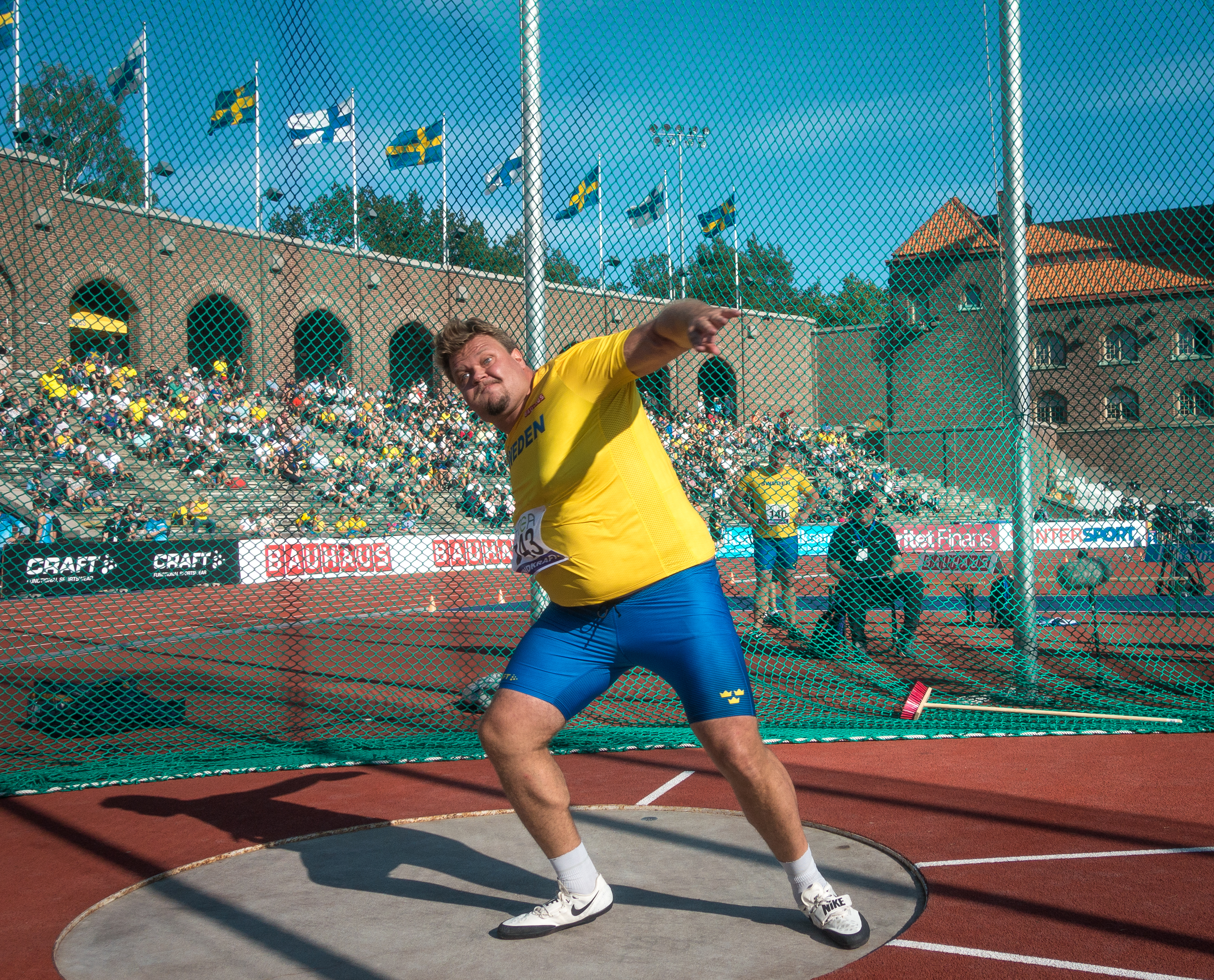
Olympiasieger wurde der amtierende Weltmeister Daniel Ståhl

31. Juli 2021, 20:15 Uhr (13:15 Uhr MESZ)
| Platz | Name                | Nation      | 1. Versuch | 2. Versuch | 3. Versuch | 4. Versuch                               | 5. Versuch                               | 6. Versuch                               | Weite (m) | Anmerkung |
| ----- | ------------------- | ----------- | ---------- | ---------- | ---------- | ---------------------------------------- | ---------------------------------------- | ---------------------------------------- | --------- | --------- |
| 1     | Daniel Ståhl        | Schweden    | 63,72      | 68,90      | 65,16      | 66,10                                    | 67,03                                    | 64,58,                                   | 68,90     |           |
| 2     | Simon Pettersson    | Schweden    | 61,39      | 66,58      | x          | 66,24                                    | 67,39                                    | 65,39                                    | 67,39     |           |
| 3     | Lukas Weißhaidinger | Österreich  | 62,92      | 66,65      | 67,07      | 66,86                                    | x                                        | x                                        | 67,07     |           |
| 4     | Matthew Denny       | Australien  | 65,76      | 65,56      | 65,94      | 65,00                                    | 66,06                                    | 67,02                                    | 67,02     | PB        |
| 5     | Kristjan Čeh        | Slowenien   | x          | 62,95      | x          | 66,05                                    | 66,62                                    | 66,37                                    | 66,62     |           |
| 6     | Andrius Gudžius     | Litauen     | 64,05      | x          | 63,82      | 64,11                                    | 62,81                                    | x                                        | 64,11     |           |
| 7     | Mauricio Ortega     | Kolumbien   | 61,06      | 63,51      | x          | 64,08                                    | 63,87                                    | x                                        | 64,08     |           |
| 8     | Sam Mattis          | USA         | 61,18      | 63,88      | 63,14      | x                                        | 62,39                                    | x                                        | 63,88     | SB        |
|       |                     |             |            |            |            |                                          |                                          |                                          |           |           |
| 9     | Chad Wright         | Jamaika     | 61,43      | 61,42      | 62,56      | nicht im Finale der besten acht Athleten | nicht im Finale der besten acht Athleten | nicht im Finale der besten acht Athleten | 62,56     |           |
| 10    | Daniel Jasinski     | Deutschland | 61,75      | 62,44      | x          | nicht im Finale der besten acht Athleten | nicht im Finale der besten acht Athleten | nicht im Finale der besten acht Athleten | 62,44     |           |
| 11    | Clemens Prüfer      | Deutschland | 61,75      | 60,73      | x          | nicht im Finale der besten acht Athleten | nicht im Finale der besten acht Athleten | nicht im Finale der besten acht Athleten | 61,75     |           |
| 12    | Ola Stunes Isene    | Norwegen    | 60,95      | 61,18      | x          | nicht im Finale der besten acht Athleten | nicht im Finale der besten acht Athleten | nicht im Finale der besten acht Athleten | 61,18     |           |

Der Wettkampf begann in Durchgang eins ziemlich zäh, hier gab es noch keine großen Weiten. Mit seinem zweiten Wurf gelangen dem schwedischen Weltmeister Daniel Ståhl 68,90 m, womit er deutlich die Führung übernahm. Hinter ihm platzierten sich der Österreicher Lukas Weißhaidinger mit 66,65 m und Ståhls Landsmann Simon Pettersson mit 66,58 m. Weißhaidinger steigerte sich in seinem dritten Versuch auf 67,07 m – die für ihn beste Weite in diesem Wettkampf. Damit lag er erstmal auf dem Silberrang. In Runde fünf zog Pettersson, der sich auf 67,39 m steigerte, wieder vorbei am Österreicher, für den es im letzten Durchgang noch einmal sehr knapp wurde. Der Australier Matthew Denny erzielte 67,02 m und lag damit nur fünf Zentimeter hinter Weißhaidinger.
Olympiasieger aber wurde Daniel Ståhl vor Simon Pettersson. Lukas Weißhaidinger gewann die Bronzemedaille. Auf den vierten Platz kam Matthew Denny vor dem Slowenen Kristjan Čeh, der mit 66,62 m in Runde fünf ebenfalls die 66-Meter-Marke übertroffen hatte.

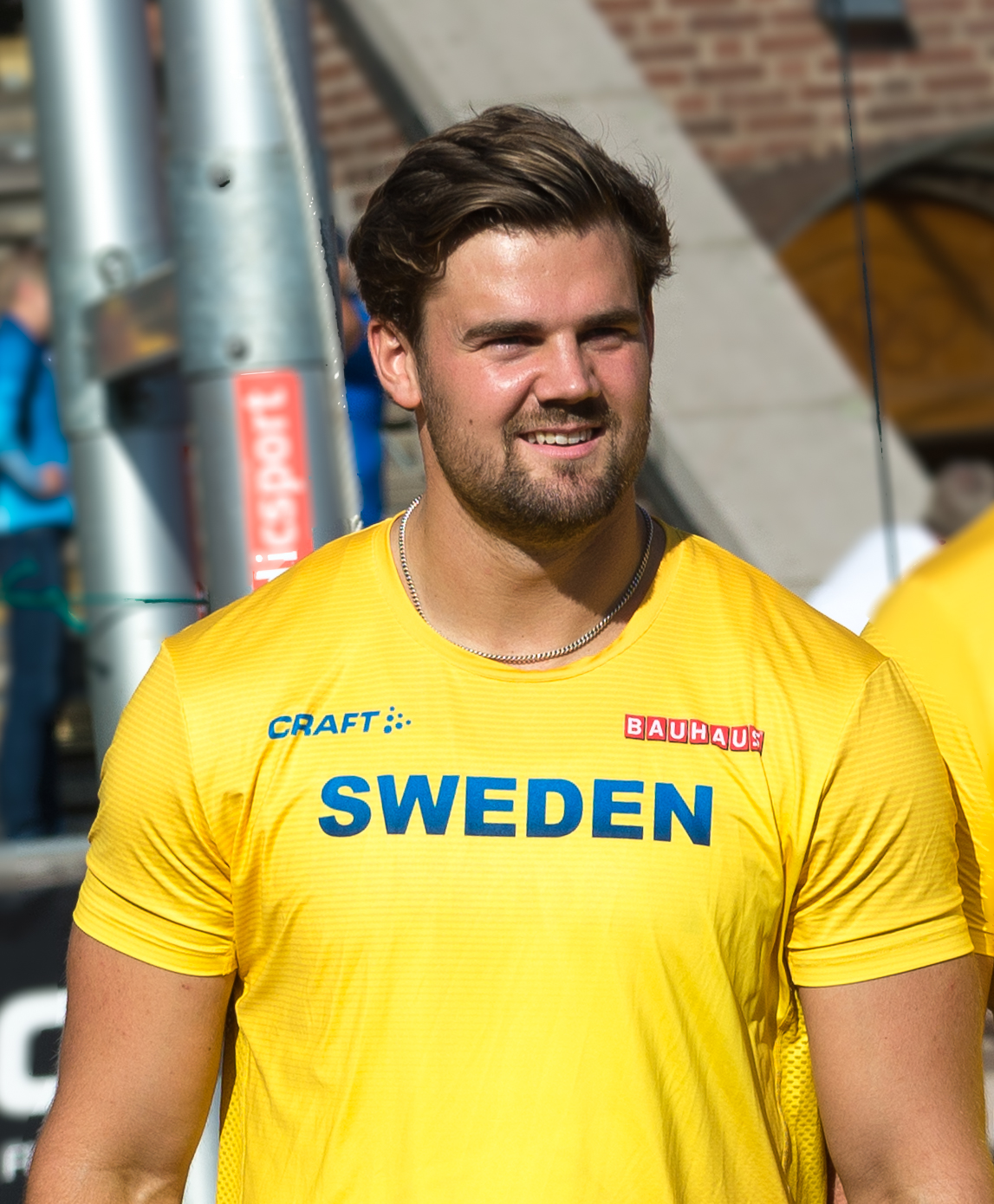
Silbermedaillengewinner Simon Pettersson
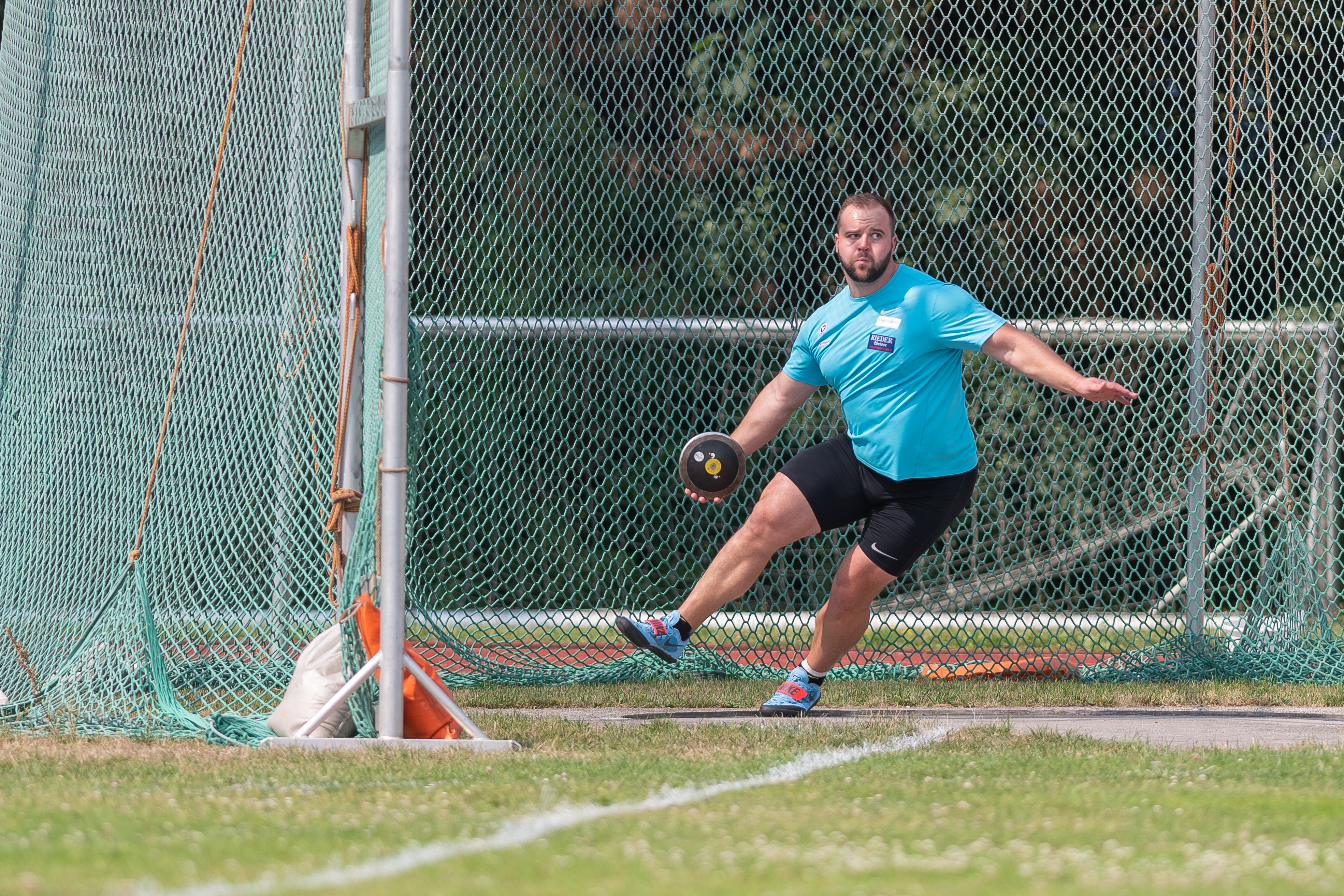
Bronzemedaillengewinner Lukas Weißhaidinger

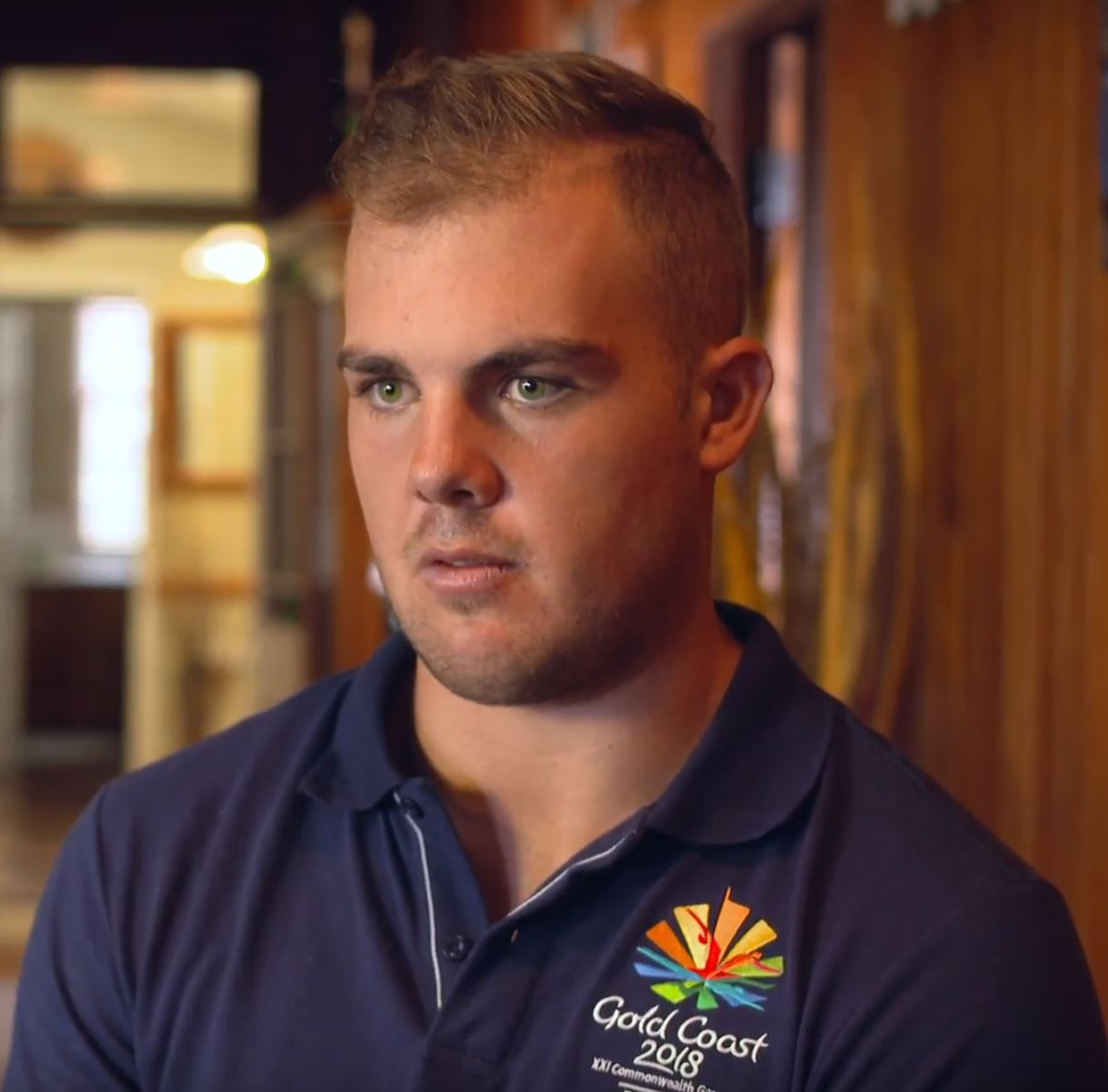
Matthew Denny belegte Rang vier
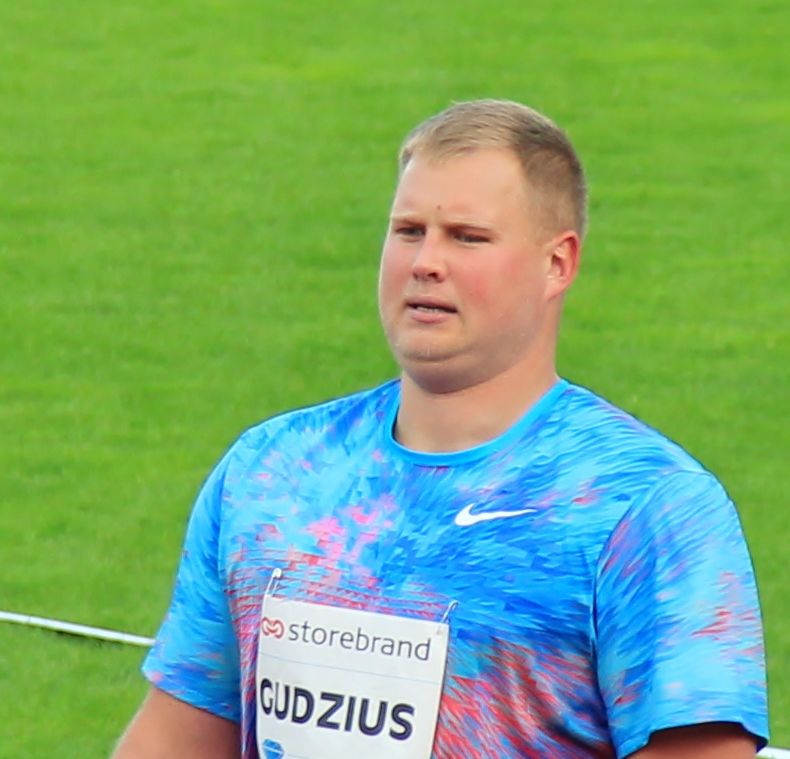
Der Weltmeister von 2017 und amtierende Europameister Andrius Gudžius war mit seinem sechsten Platz hier nicht ganz so erfolgreich
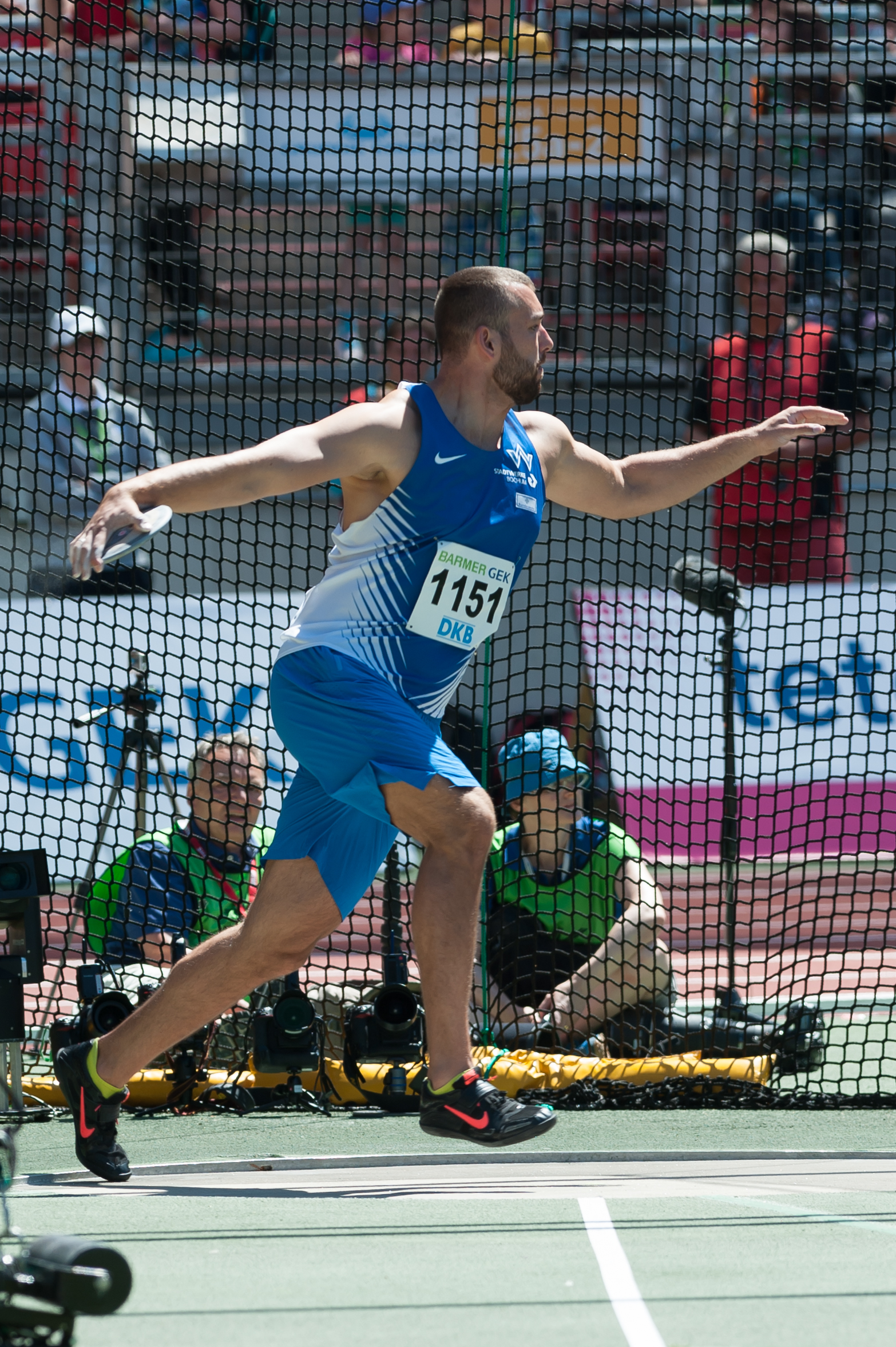
Für den zehntplatzierten Daniel Jasinski hatte es 2016 noch Olympiabronze gegeben
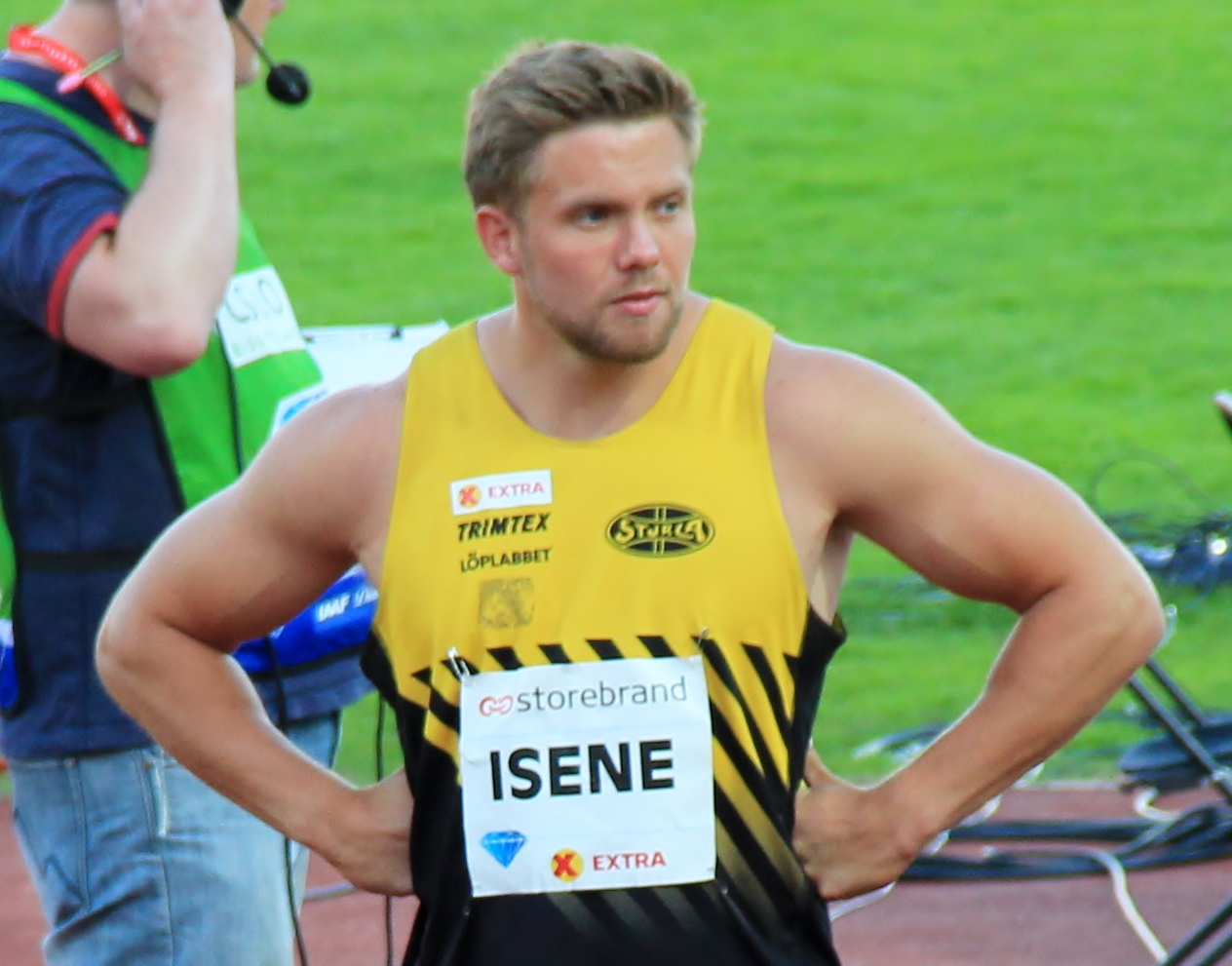
Rang zwölf für Ola Stunes Isene

## Video
- Olympics 2021 - Daniel Stahl Wins Gold Medal - Men's discus throw, youtube.com, abgerufen am 26. Mai 2022